# Thagria patruelis
Thagria patruelis är en insektsart som beskrevs av Nielson 1977. Thagria patruelis ingår i släktet Thagria och familjen dvärgstritar. Inga underarter finns listade i Catalogue of Life.